# All Summer Long
All Summer Long ist das sechste Album der Beach Boys. Es erschien am 1. Juli 1964.

## Entstehungsgeschichte
All Summer Long ist das letzte Studioalbum der Band, bevor Brian Wilson sich aus den Tourneen zurückzog, und gleichzeitig das letzte vor seinem Nervenzusammenbruch.
Das Album ist wie seine Vorgänger eine Art Konzeptalbum. Handelten die ersten Alben überwiegend vom Surfen und Little Deuce Coupe von Automobilen, behandelt All Summer Long den kalifornischen Lebensstil allgemein.
Diese zweite nach dem Aufkommen der Beatlemania publizierte Beach-Boys-LP gelangte bis auf Platz 4 der US-Billboard-Charts und enthält mit I Get Around auch den Song, der die Beatles als erster von Platz 1 der US-Single-Charts verdrängen konnte.
Das Album brachte zehn neue Brian-Wilson-Kompositionen, außerdem mit Hushabye eine Coverversion und mit Our Favorite Recording Sessions einen humorvoll gemeinten Versuch, das Arbeiten im Studio darzustellen.
Das Album erschien in einer Mono- und einer Stereo-Version, produziert wurde es von Brian Wilson.

## Titelliste
1. I Get Around (B. Wilson) – 2:12
2. All Summer Long (B. Wilson) – 2:06
3. Hushabye (Doc Pomus/M. Schuman) – 2:40
4. Little Honda (B. Wilson/M. Love) – 1:52
5. We’ll Run Away (B. Wilson/G. Usher) – 2:00
6. Carl’s Big Chance (instrumental) (B. Wilson/C. Wilson) – 2:25
7. Wendy (B. Wilson) – 2:16
8. Do You Remember? (B. Wilson) – 1:37
9. Girls on the Beach (B. Wilson) – 2:23
10. Drive-In (B. Wilson) – 1:51
11. Our Favorite Recording Sessions (B. Wilson/C. Wilson/D. Wilson/M. Love/A. Jardine) – 1:59
12. Don’t Back Down (B. Wilson) – 1:44

## Zusätzliche Informationen zu den Liedern
I Get Around wurde von Mick Jagger lobend im britischen Fernsehen erwähnt. Das Lied entwickelte sich daraufhin auch zum Top-10-Hit in Großbritannien. Es erreichte dort Platz 7.
All Summer Long wurde von George Lucas für sein Zweitwerk American Graffiti ausgewählt. Es läuft dort im Abspann. Das Xylophon-Intro zu diesem Lied stammt von Brian Wilson.
Hushabye ist eine Coverversion von der Doo-Wop-Gruppe The Mystics.
Little Honda war zunächst als zweite Single geplant. Brian Wilson verließ allerdings bald der Mut, da er vom Hit-Potential dieses Stücks nach einer Kritik nicht mehr überzeugt war. Also veröffentlichten die Beach Boys das Lied nicht als Single, sondern auf der EP Four by The Beach Boys, die vier Stücke enthält (A-Seite: Little Honda/Wendy. B-Seite: Don’t Back Down/Why Do Fools Fall in Love). Die EP schaffte es auf Rang 65 der Billboard-Hitparade. Wenig später veröffentlichte Gary Usher mit den Hondells eine neue Version von Little Honda, diese erreichte Rang 8, und zeigte die Hit-Qualität dieses Liedes auf. Nach diesem Erfolg wurde Little Honda auch von den Beach Boys in Europa als Single veröffentlicht und war in Skandinavien in den Top Ten zu finden.
Carl’s Big Chance ist das letzte Surf-Instrumental, das von den Beach Boys komponiert wurde. Der Titel rührt daher, dass Carl Wilsons Gitarre bei früheren Instrumentals eher im Hintergrund war und nun den Mittelpunkt des Stückes ausmacht.
Wendy erreichte Platz 44 der Billboard-Charts, wurde allerdings nie als Single veröffentlicht, sondern auf der EP Four by The Beach Boys. Das Lied stand zusammen mit weiteren Kompositionen im Mittelpunkt des Rechtsstreits, den Mike Love gegen den Rest der Band führte. Mike Love versuchte in den 1990ern seine Beiträge zu den Kompositionen einzuklagen. Im Falle von Wendy gelang dieses, das Lied ist jetzt offiziell eine Wilson/Love-Komposition.
Girls on the Beach ist gleichzeitig der Filmtitel des einzigen so genannten „Beach Movie“, in dem die Beach Boys mitgespielt haben. Es zeigt ausgereifte Harmonien.
We’ll Run Away war das letzte Stück, das Gary Usher und Brian Wilson für die Beach Boys schrieben. Ihre Zusammenarbeit ließen sie 1986 wieder aufleben, um an Brian Wilsons erstem Soloalbum zu arbeiten.
Our Favorite Recording Sessions ist wie "Cassius" Love vs. "Sonny" Wilson vom Vorgängeralbum kein Lied, sondern ein Auszug aus den Sessions zum Album.